# Batallón Nachtigall
El Batallón Nachtigall, también conocido como el Grupo de Batallón de Ruiseñor de Ucrania (en alemán: Bataillon Ukrainische Gruppe Nachtigall    ), u oficialmente como Grupo Especial Nachtigall, era la subunidad bajo el mando de la unidad de operaciones especiales de la Abwehr alemana Lehrregiment "Brandenburg" V. 800 (División Brandeburgo V. 800). Junto con el Batallón Roland, fue una de las dos unidades militares formadas el 25 de febrero de 1941 por el jefe del Abwehr Wilhelm Franz Canaris, que sancionó la creación de la "Legión de Ucrania" bajo el mando alemán. Estaba compuesto por voluntarios nacionalistas ucranianos, que operaban bajo las órdenes OUN de Stepán Bandera.  
En Alemania, en noviembre de 1941, el personal ucraniano de la Legión se reorganizó en el 201° Batallón Schutzmannschaft. Contaba con 650 personas que sirvieron durante un año en Bielorrusia antes de disolverse.
Muchos de sus miembros, especialmente los oficiales al mando, pasaron al Ejército Insurgente de Ucrania y 14 de sus miembros se unieron a la SS-Freiwilligen-Schützen-Division «Galizien» en la primavera de 1943.

## Formación y entrenamiento
Antes de la Operación Barbarroja, la OUN de Bandera colaboró con la Alemania nazi y de hecho recibió su entrenamiento allí. Según la Academia Nacional de Ciencias de Ucrania y otras fuentes, el líder de la OUN-B, Stepán Bandera, sostuvo reuniones con los jefes de inteligencia de Alemania, con respecto a la formación de los batallones "Nachtigall" y "Roland". El 25 de febrero de 1941, el jefe de la Abwehr Wilhelm Franz Canaris sancionó la creación de la "Legión de Ucrania" bajo el mando alemán. La unidad habría tenido 800 personas. Román Shujévych se convirtió en comandante de la Legión desde el lado OUN-B. OUN esperaba que la unidad se convirtiera en el núcleo del futuro ejército ucraniano. En la primavera, la OUN recibió 2,5 millones de marcos por actividades subversivas contra la URSS. En la primavera de 1941, la Legión se reorganizó en 2 unidades. Una de las unidades se hizo conocida como el Batallón Nachtigall, una segunda se convirtió en el Batallón Roland. 
En mayo de 1941, el comando alemán decidió dividir una Legión Ucraniana de 700 miembros en dos batallones: Nachtigall ("Nightingale") y el Batallón Roland. 
El entrenamiento para Nachtigall tuvo lugar en Neuhamme, cerca de Schlessig. En el lado ucraniano, el comandante era Roman Shukhevych y en el alemán, Theodor Oberländer. (Oberländer se convertiría más tarde en Ministro Federal para Personas Desplazadas, Refugiados y Víctimas de Guerra en la República Federal de Alemania), el Ex-Brandenburger Oberleutnant Dr. Hans-Albrecht Herzner fue puesto al mando militar del Batallón. 
La unidad Nachtigall estaba equipada con los uniformes estándar de la Wehrmacht. Antes de entrar a Lviv, colocaron cintas azules y amarillas sobre sus hombros.

## Guerra con la Unión Soviética
Cuatro días antes del ataque a la Unión Soviética, el Batallón fue trasladado a la frontera. En la noche del 23 al 24 de junio de 1941, el Batallón cruzó la frontera cerca de Przemyśl mientras viajaba en dirección a Lviv. El batallón Nachtigall viajó junto con una división Panzer-Jaeger y algunas unidades de tanques atravesaron el camino Radymno - Lviv - Ternopil - Proskuriv - Vínnitsa. Como parte del 1.er Batallón de Brandeburgo, los primeros soldados del Batallón Nachtigall entraron en Lviv el 29 de junio. El batallón tomó la guardia de objetos estratégicos, el más importante de los cuales fue la estación de radio en la colina Vysoky Zamok en el centro de Lviv. Desde la estación de radio, se hizo la proclamación de la Ley de Independencia de Ucrania.

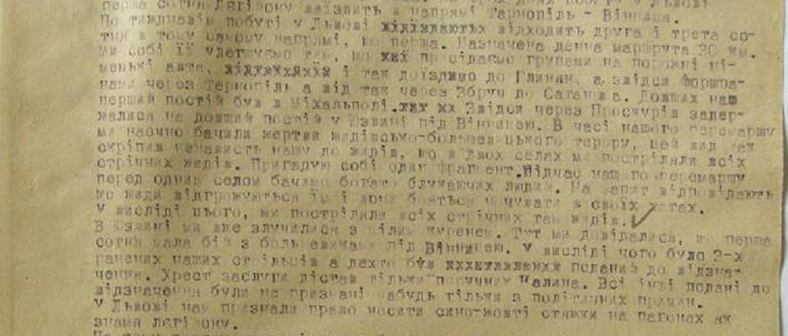
Extracto de un informe de un miembro del batallón sobre disparar a "todos los judíos que se encontraron" en la región de Vínnitsa.

Los militares de Nachtigall participaron y organizaron la Declaración de Independencia de Ucrania proclamada por Yaroslav Stetsko el 30 de junio. El capellán del batallón Ivan Hrynokh pronunció un discurso después de que finalizó la reunión de declaración. La administración alemana no apoyó estas actividades, pero no actuó con dureza contra los organizadores hasta mediados de septiembre de 1941.
La primera compañía del Batallón Nachtigall salió de Lviv con los Brandenburgers el 7 de julio en dirección a Zolochiv. El resto de la unidad se unió más tarde durante su marcha hacia el este hacia Zolochiv, Ternopil y Vínnitsa .  La unidad participó en una acción contra la Línea Stalin donde algunos de sus miembros fueron premiados por los alemanes. Durante la marcha en tres pueblos de la región de Vínnitsa, "todos los judíos que se encontraron" fueron fusilados.
La negativa alemana a aceptar la proclamación de la independencia de Ucrania del 30 de junio de OUN-B en L'viv llevó a un cambio en la dirección del batallón Nachtigall. Como resultado, el batallón fue llamado a Cracovia y desarmado el 15 de agosto. Más tarde se transformó junto con el batallón Roland en el 201° Batallón Schutzmannschaft.

## Evaluación
El historiador ruso V. Chuyev afirma que a pesar del final, OUN logró sus objetivos finales: 600 miembros de su organización habían recibido entrenamiento militar y tenan experiencia en batalla y estos hombres tomaron posiciones como instructores y comandantes en la estructura del recién formado Ejército Insurgente de Ucrania.
S. Bandera escribió: "El final de OUN fue tal: las columnas revolucionarias fueron ordenadas por Roman Shukhevych con un pequeño grupo de oficiales que no solo habían recibido entrenamiento militar, sino que habían llegado a comprender claramente las tácticas militares. Lo más importante, trajeron consigo: una comprensión de la organización, las estrategias y las tácticas de la lucha partidista, y el método alemán para tratar con grupos partisanos. Este conocimiento fue muy útil en la formación y actividades de la UIA y en sus futuros conflictos.
Durante su corta existencia, el Batallón Nachtigall tuvo 39 bajas y 40 soldados heridos.

## Controversia

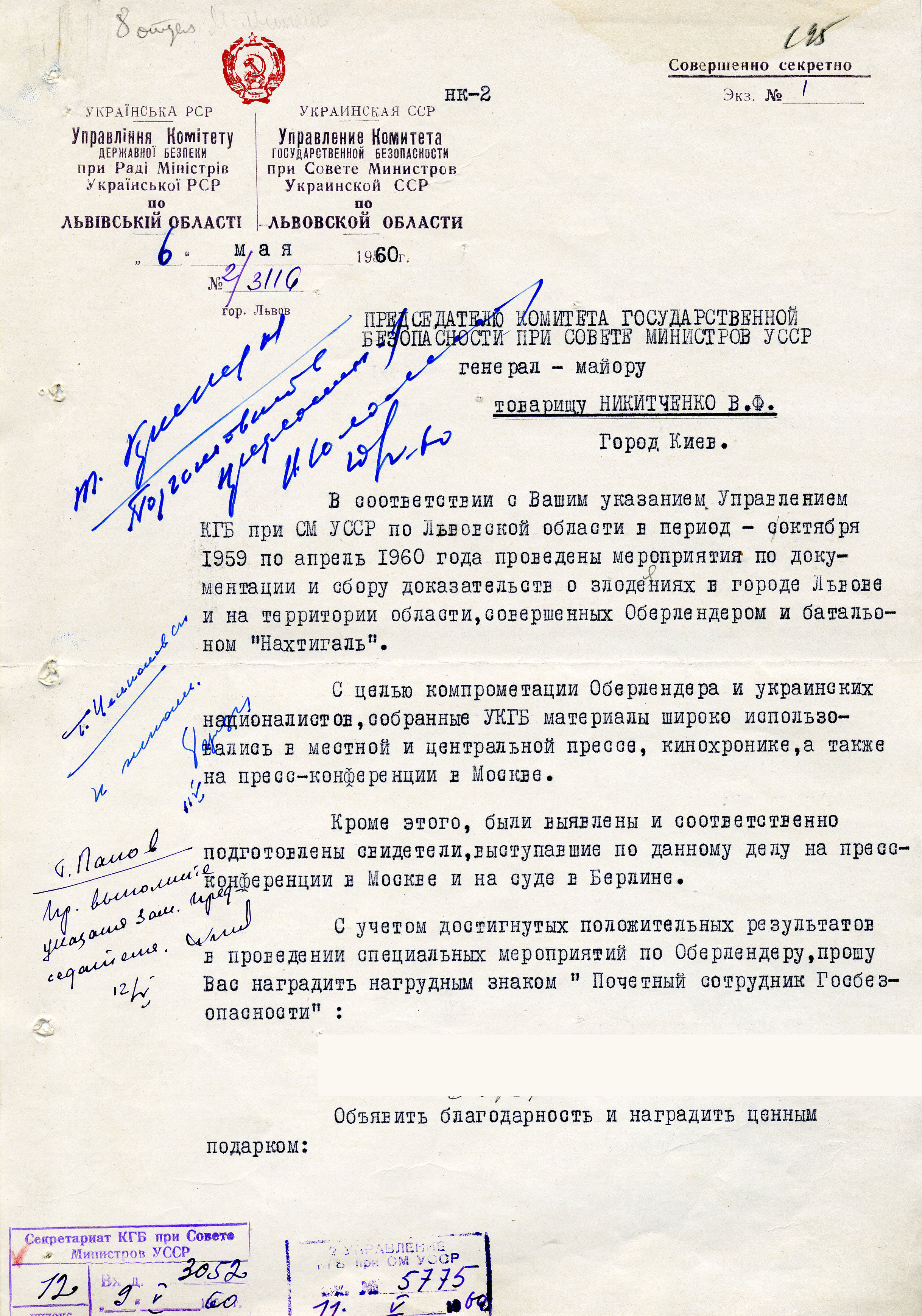
Documento de la KGB sobre acciones contra Theodor Oberländer el y Nachtigall ucraniano (1959).

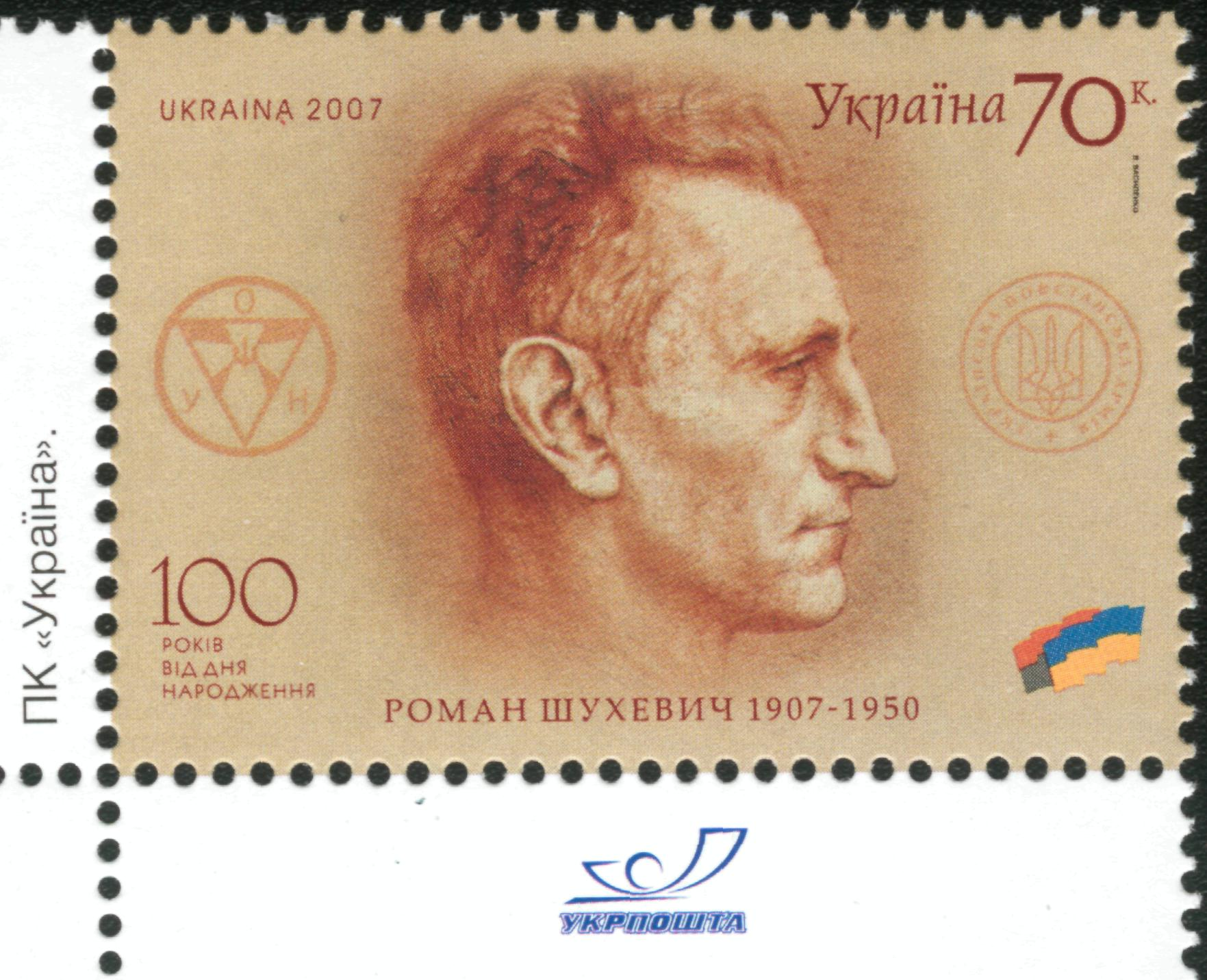
Un sello de correos ucraniano (2007) en honor al comandante ucraniano del batallón Nachtigall - Roman Shukhevych en el centenario de su nacimiento.

Las acusaciones colocaron al Batallón en Lviv en julio de 1941 y afirmaron que la unidad participó en el pogrom que tuvo lugar. Algunos miembros de la unidad sí participaron en el pogrom, lo que implica a la unidad como un todo. 
Opinión mundial: en 1959 se creó una comisión internacional en La Haya, Países Bajos, para llevar a cabo investigaciones independientes. Los miembros eran cuatro ex activistas anti-Hitler, el abogado noruego Hans Cappelen, el exministro de Asuntos Exteriores danés y presidente del parlamento danés Ole Bjørn Kraft, el socialista holandés Karel van Staal, el profesor de derecho belga Flor Peeters y el jurista suizo y miembro del parlamento Kurt Scoch. Tras el interrogatorio de varios testigos ucranianos entre noviembre de 1959 y marzo de 1960, la comisión concluyó: "Después de cuatro meses de investigaciones y la evaluación de 232 declaraciones de testigos de todos los círculos involucrados, se puede establecer que las acusaciones contra el Batallón Nachtigall y contra el ntonces teniente y actualmente ministro federal Oberländer no tienen fundamento."
La parte ucraniana declara que ninguna de las acusaciones ha sido probada por ningún documento, y que la principal prioridad del Batallón era asegurar la estación de radio, los periódicos y proclamar la independencia de Ucrania.
Investigación canadiense: aún no se ha establecido la participación de ningún miembro del Batallón Nachtigall en los crímenes de guerra. La Comisión Canadiense de Criminales de Guerra en Canadá (omisión Deschênes) que investiga las denuncias de criminales de guerra que residen en Canadá, no ha nombrado a ninguno de los miembros del Batallón Nachtigall. Además, concluyó que las unidades que colaboran con los nazis no deben ser acusadas como grupo y que la mera membresía en tales unidades no es suficiente para justificar el enjuiciamiento.
El Centro Simon Wiesenthal sostiene que entre el 30 de junio y el 3 de julio de 1941, en los días en que el Batallón estuvo en Lviv, los soldados Nachtigall junto con el ejército alemán y los ucranianos locales participaron en los asesinatos de judíos en la ciudad. El pretexto para el Pogromo era un rumor de que los judíos eran responsables de la ejecución de prisioneros por los soviéticos antes de la retirada soviética de 1941 de Lviv. La Enciclopedia del Holocausto afirma que unos 4.000 judíos fueron secuestrados y asesinados en ese momento. Afirma además que la unidad fue retirada de Lviv el 7 de julio y enviada al Frente Oriental. 
La parte polaca sostiene que los miembros del batallón Nachtigall liderado por los nazis también participaron en las masacres de profesores polacos, incluido el ex primer ministro polaco Kazimierz Bartel, Tadeusz Boy-Żeleński y otros, en Lwów en 1941. (Ver Masacre de profesores de Lviv).[cita requerida]
Las actividades del Batallón Nachtigall siguen siendo controvertidas. De Zayas realizó un estudio de la masacre en Lviv basado en documentos de la época en su libro The Wehrmacht Wr Crimes Bureau, 1939-1945 University of Nebraska Press, Rockport, Maine, edición de 2000.